# سیارک ۶۶۱

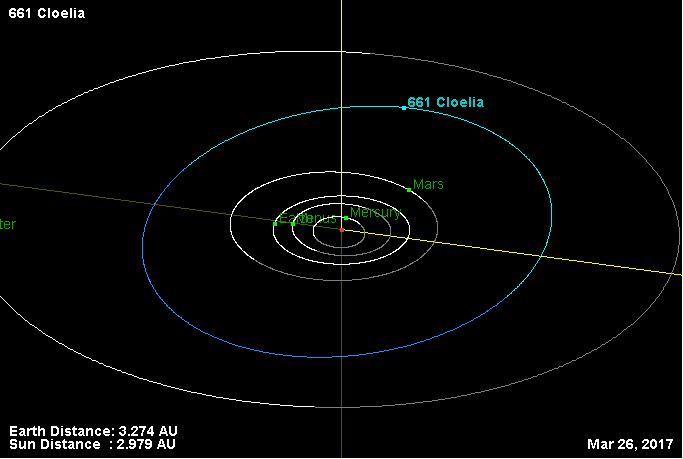
نمایی از محل قرارگیری سیارک ۶۶۱ در مدار – ۲۰۱۷

سیارک ۶۶۱ (به انگلیسی: 661 Cloelia، نامگذاری:1908CL) ششصد و شصت و یکمین سیارک کشف شده‌است که در ۲۲ فوریه ۱۹۰۸ کشف شد.
قدر مطلق سیارک برابر ۹٫۶۳ است.